# روشچیشوو (استان ماسوویان)
روشچیشوو (به لهستانی:  Rościszewo) یک روستا در لهستان است که در گمینا روشچیشوو واقع شده‌است.